# Cirque de Gavarnie
Cirque de Gavarnie (okcitánsky Ola de Gavarnia) je horské údolí ledovcového původu (kar), nacházející se na francouzské straně Pyrenejí v katastru obce Gavarnie (departement Hautes-Pyrénées). Půlkruhový skalní amfiteátr, který má obvod okolo šesti kilometrů, oslavil Victor Hugo ve své básni jako „přírodní Koloseum“.
Dno údolí se nachází v nadmořské výšce okolo patnácti set metrů a skalní stěny, které je obklopují, dosahují až 3248 m n. m. (Pic du Marboré). Pramení zde Gave de Gavarnie, zdrojnice řeky Gave de Pau, která je napájena tajícími ledovci a vytváří vodopád Gavarnie, s výškou 422 metrů nejvyšší vodopád Francie. Ze Španělska se dá do údolí dostat skalní soutěskou známou jako Brèche de Roland, protože ji podle legendy vysekal rytíř Roland svým mečem Durandalem.
Cirque de Gavarnie je chráněno jako součást národního parku Pyreneje, žije zde kamzík horský, vegetaci tvoří lomikámen, šafrán jarní, lilie zlatohlavá, oměj jedhoj, sasanka pryskyřníkovitá, orlíček pyrenejský, hořec jarní a další druhy. Spolu s celým horským masivem Monte Perdido bylo roku 1997 zapsáno na seznam Světové dědictví. Údolí je oblíbeným cílem turistů, obdivujících pestré skalní stěny, od roku 1985 se zde také každé léto koná divadelní festival pod širým nebem.